# Coelossia aciculata
Coelossia aciculata är en spindelart som beskrevs av Simon 1895. Coelossia aciculata ingår i släktet Coelossia och familjen hjulspindlar.
Artens utbredningsområde är Sierra Leone. Inga underarter finns listade i Catalogue of Life.